# Кубок Шрі-Ланки з футболу 2018
Кубок Шрі-Ланки з футболу 2018 — 51-й розіграш кубкового футбольного турніру у Шрі-Ланці. Титул володаря кубка втретє поспіль здобув «Армі».

## Календар
| Раунд        | Дата                          | Матчі | Клуби    |
| ------------ | ----------------------------- | ----- | -------- |
| Перший раунд |                               |       | 715 → 64 |
| 1/32 фіналу  |                               | 32    | 64 → 32  |
| 1/16 фіналу  |                               | 16    | 32 → 16  |
| 1/8 фіналу   | 24 жовтня - 13 листопада 2018 | 8     | 16 → 8   |
| 1/4 фіналу   | 17-18 листопада 2018          | 4     | 8 → 4    |
| 1/2 фіналу   | 25 листопада 2018             | 2     | 4 → 2    |
| Фінал        | 1 грудня 2018                 | 1     | 2 → 1    |

## 1/8 фіналу
| Команда 1         | Рахунок      | Команда 2     |
| ----------------- | ------------ | ------------- |
| 24 жовтня 2018    |              |               |
| Армі              | 3:0          | Нью Стар      |
| Нью-Янгс          | 4:0          | Ред Стар      |
| 3 листопада 2018  |              |               |
| Ейр Форс          | 0:4          | Реновн        |
| Шрі-Ланка Поліс   | 3:1          | Негамбо Юз    |
| 4 листопада 2018  |              |               |
| Саундерс          | 6:2          | Евереді       |
| Джава Лейн        | 1:3          | Коломбо       |
| 13 листопада 2018 |              |               |
| Сент-Ніколас      | 1:2          | В'язниця      |
| СТЛБ              | 1:1 пен. 4:1 | Урутхірапурам |

## 1/4 фіналу
| Команда 1         | Рахунок      | Команда 2       |
| ----------------- | ------------ | --------------- |
| 17 листопада 2018 |              |                 |
| Армі              | 2:0          | СТЛБ            |
| Коломбо           | 0:0 пен. 4:1 | Нью-Янгс        |
| 18 листопада 2018 |              |                 |
| Реновн            | 0:0 пен. 1:3 | Шрі-Ланка Поліс |
| В'язниця          | 1:2          | Саундерс        |

## 1/2 фіналу
| Команда 1         | Рахунок | Команда 2       |
| ----------------- | ------- | --------------- |
| 25 листопада 2018 |         |                 |
| Армі              | 1:0     | Шрі-Ланка Поліс |
| Саундерс          | 2:0     | Коломбо         |

## Фінал
| 1 грудня 2018 |

| Армі                                        | 4:2      | Саундерс               |
| ------------------------------------------- | -------- | ---------------------- |
| Іссадеен 17', 84' Бернард 27' Прадееп 90+3' | Протокол | Ніреш 34' Ділшан 90+1' |

| Сугатхадаса Стедіум, Коломбо Арбітр: Нівон Робеш Гаміні |